# Донорно-акцепторное взаимодействие
До́норно-акце́пторное взаимоде́йствие — перенос заряда между молекулами донора и акцептора без образования между ними химической связи (обменный механизм); или передача неподеленной электронной пары от донора к акцептору, приводящая к образованию связи (донорно-акцепторный механизм).

## Описание

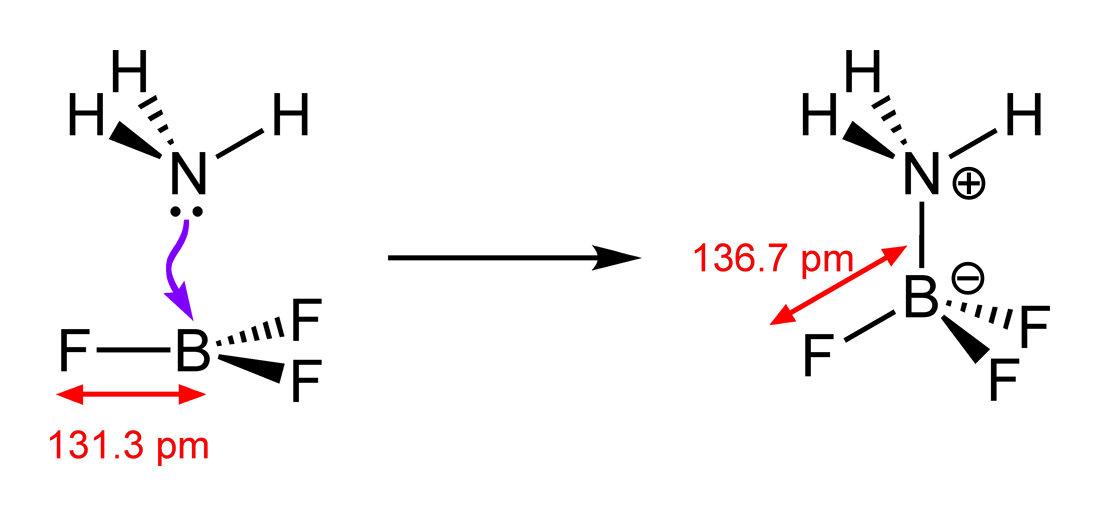
Образование аддукта аммиака и трифторида бора

Свойства ковалентной химической связи, образованной по донорно-акцепторному механизму, ничем не отличаются от свойств связей, образованных по обменному механизму (например, связи N—H в аммонии (NH4+) или связи O—H в гидроксонии (Н3O+)).
Донорами обычно выступают атомы азота, кислорода, фосфора, серы и др., имеющие неподелённые электронные пары на валентных орбиталях малого размера. Роль акцептора могут выполнять ионизированный атом водорода H+, некоторые p-металлы (напр., алюминий при образовании иона AlH4-) и, в особенности, d-элементы, имеющие незаполненные энергетические ячейки в валентном электронном слое.

### Обменный механизм
При этом взаимодействии речь может идти, например об органических донорах, в частности — π-донорах, например, тетракис(диметиламино)этилене (ТДАЭ), других ненасыщенных аминосоединениях, металлоценах и т. п., и органических акцепторах, таких как фуллерены или хинодиметаны с акцепторными заместителями. При взаимодействии таких соединений образуется комплекс с переносом заряда, в котором отрицательно заряженный акцептор и положительно заряженный донор взаимодействуют электростатически. Важную роль играют такие системы, где в основном электронном состоянии перенос заряда только частичный, тогда как состояние с практически полным переносом заряда может быть получено при фотовозбуждении. Подобные системы, донорно-акцепторные диады, а также триады, в которых между донором и акцептором внедрена мостиковая группа, способствующая повышению времени жизни состояния с переносом заряда, могут использоваться для создания устройств для преобразования солнечной энергии (Искусственный фотосинтез). Вообще, перенос заряда в различных его формах и проявлениях играет ключевую роль во многих биологических процессах.

### Донорно-акцепторный механизм

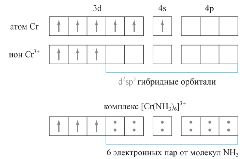
Схема образования донорно-акцепторных связей в комплексе Cr(NH_{3})_{6}^{3+} При образовании иона Cr^{3+} возникают 3 дополнительные свободные орбитали (две — 3d, одна — 4s), которые наряду с 4p-орбиталями заполняются 6 парами электронов от молекул NH_{3}, участвующих в образовании данного комплекса.

Именно с позиций донорно-акцепторного механизма описывается образование локализованных ковалентных связей в молекулах и молекулярных ионах комплексных (координационных) соединений: связь формируется за счёт неподелённой пары электронов лиганда и свободной орбитали атома-комплексообразователя. Донорно-акцепторный механизм также описывает образование промежуточных продуктов (интермедиатов) реакции, например, комплексов с переносом заряда.
Модель донорно-акцепторного механизма существует только в рамках представлений о валентности как о локализации электронной плотности при образовании ковалентных связей (метод валентных схем). В рамках метода молекулярных орбиталей необходимости в подобных представлениях нет.
Этот вид донорно-акцепторного взаимодействия — основной способ образования комплексных соединений. Подобное взаимодействие отвечает за многие кислотно-основные превращения, связанные с переносом иона водорода (акцептора), а также образование супрамолекулярных наноструктур.